# Ievgueni Petrov

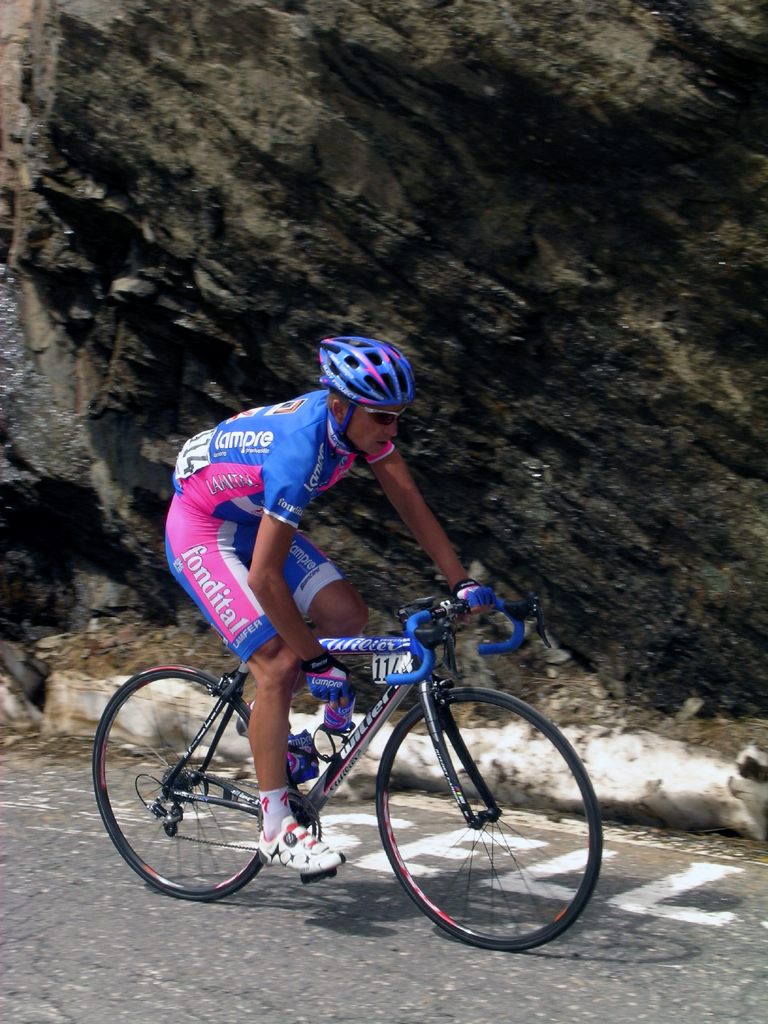
Ievgueni Petrov al pas del Gavia, al Giro d'Italia de 2006

Ievgueni Vladímirovitx Petrov (en rus Евге́ний Влади́мирович Петро́в; Belovo, óblast de Kémerovo, 25 de maig de 1978) és un ciclista rus, ja retirat, professional del 2001 al 2016.
Considerat una gran promesa del ciclisme mundial a primers de la dècada del 2000 per les seves victòries al Campionat del món de ciclisme en ruta masculí sub-23 i contrarellotge individual del 2000 i al Tour de l'Avenir del 2002, les expectatives no es compliren i sols aconseguí algunes places d'honor durant els primers 8 anys com a professional. El 2010 va aconseguir la seva victòria més destacada, una etapa al Giro d'Itàlia. El 2005 fou expulsat del Tour de França i suspès durant dues setmanes després que els controls matinals de la desena etapa donessin un hematòcrit massa elevat i superés el límit establert.
El 2000 i 2004 va prendre part als Jocs Olímpics d'Estiu de Sydney i Atenes respectivament.
El 2019, una vegada ja retirat, l'equip rus Gazprom-RusVelo, anuncià el fitxatge de Denís Menxov i Petrov com a directors esportius.

## Palmarès
- 2000
  -  Campió del món en ruta sub-23
  -  Campió del món de contrarellotge sub-23
  - Campió d'Europa en contrarellotge sub-23
  -  Campió de Rússia en contrarellotge
  - 1r a la Copa de la Pau
- 2001
  - Vencedor d'una etapa al Tour de l'Ain
- 2002
  -  Campió de Rússia en contrarellotge
  - 1r al Tour de l'Avenir
  - 1r a la Volta a Eslovènia i vencedor d'una etapa
  - 1r al Duo Normand, amb Filippo Pozzato
- 2010
  - Vencedor d'una etapa al Giro d'Itàlia
- 2014
  - Vencedor d'una etapa a la Volta a Àustria

### Resultats al Tour de França
- 2003. 53è de la classificació general
- 2004. 38è de la classificació general
- 2005. Abandona per un control sanguini no confirmat (10a etapa)

### Resultats al Giro d'Itàlia
- 2005. 50è de la classificació general
- 2006. 57è de la classificació general
- 2007. 7è de la classificació general
- 2008. 29è de la classificació general
- 2009. 34è de la classificació general
- 2010. 31è de la classificació general. Vencedor d'una etapa
- 2011. 39è de la classificació general
- 2012. 61è de la classificació general
- 2013. 25è de la classificació general
- 2014. 48è de la classificació general
- 2016. 75è de la classificació general

### Resultats a la Volta a Espanya
- 2006. 18è de la classificació general
- 2008. 43è de la classificació general
- 2011. 65è de la classificació general
- 2013. 117è de la classificació general